# Bay of Plenty Rugby Union
Maillots
Actualités
Dernière mise à jour : 7 août 2025.
La  Bay of Plenty Rugby Union  est la fédération de rugby à XV pour la région de Bay of Plenty, au nord de la Nouvelle-Zélande. 
Son équipe fanion, les  Steamers, participe au Championnat des provinces (NPC). Elle joue au Rotorua International Stadium et au Tauranga Domain (en). Certains de ses joueurs disputent le Super Rugby avec les Chiefs. Une quarantaine de clubs lui sont affiliés.

## Historique
La fédération de Bay of Plenty est fondée en 1911. Auparavant, ses clubs dépendent de la fédération de South Auckland. Elle est considérée comme le cœur du rugby māori. Elle a remporté le titre initial du Championnat des provinces en 1976, le seul de son palmarès.
En 2024, l'équipe est battue 23 à 20 par Wellington en finale du National Provincial Championship au Sky Stadium.

## Palmarès
- Championnat des provinces (NPC) (1) : 1976 (premier titre mis en jeu).
- Ranfurly Shield : 2 victoires en 22 matches (en 2004).

## Effectif 2025
| - Piliers - Josh Bartlett (en) - Haereiti Hetet (en) - Benet Kumeroa - Tevita Mafileo (en) - Jaya More - Pasilio Tosi (en) - Filipe Vakasiuola - Talonneurs - Kurt Eklund (en) - Taine Kolose - Sione Tupou - Deuxièmes lignes - Naitoa Ah Kuoi (en) - Jai Knight - Saisake Vakasiuola | - Troisièmes lignes - Nikora Broughton (en) - Kalin Felise - Joe Johnston (en) - Veveni Lasaqa (en) - Jacob Norris (en) - Semisi Paea (en) - Demis de mêlée - Richard Judd (en) - Charlie Sinton - Te Toiroa Tahuriorangi - Demi d'ouverture - Lucas Cashmore (en) - Taine Craig-Ranga - Kaleb Trask | - Centres - Tamiro Armstrong - Seamus Bardoul - Lalomilo Lalomilo (en) - Reon Paul (en) - Rameka Poihipi (en) - Ailiers - Leroy Carter (en) - Fehi Fineanganofo (en) - Ngarohi McGarvey-Black (en) - Emoni Narawa - Frank Vaenuku - Arrières - Cole Forbes (en) |

## Anciens entraîneurs célèbres
• Vern Cotter (2000-2004)
• Joe Schmidt (adjoint) (2003)

## Joueurs internationaux
26 joueurs de Bay of Plenty ont porté le maillot des All Blacks. Entre parenthèses, l'année de leur première sélection.
- Andrew McLean (en) (1921)
- Leslie Cupples (1924)
- Bill Gray (en) (1955)
- Dick Conway (en) (1959)
- Eric Anderson (en) (1960)
- Arthur Jennings (1967)
- Alan McNaughton (en) (1971)
- Grant Batty (1972)
- Graeme Crossman (en) (1974)
- John Brake (en) (1976)
- Greg Rowlands (en) (1976)
- Eddie Stokes (en) (1976)
- Mark Taylor (en) (1977)
- Hika Reid (1980)
- Frank Shelford (en) (1981)
- Arthur Stone (en) (1981)
- Gary Braid (en) (1983)
- Kevin Senio (2005)
- Mike Delany (2009)
- Tanerau Latimer (2009)
- Sam Cane (2012)
- Brodie Retallick (2012)
- Nathan Harris (2014)
- Aidan Ross (2022)
- Emoni Narawa (2023)
- Pasilio Tosi (en) (2024)